# Sázava (Ústí nad Orlicí-i járás)
Sázava település Csehországban, az Ústí nad Orlicí-i járásban. Sázava Lubník, Lanškroun, Žichlínek és Albrechtice településekkel határos. Lakosainak száma 564 fő (2024. január 1.).

## Népesség
A település lakosságának változását az alábbi diagram mutatja:
| Lakosok száma | 595  | 661  | 597  | 369  | 520  | 554  | 564  | 563  | 562  | 564  |
|               | 1869 | 1890 | 1921 | 1950 | 1980 | 2001 | 2017 | 2019 | 2022 | 2024 |